# Bitwa pod Rafią
Bitwa pod Rafią – decydujące starcie czwartej wojny syryjskiej (219–217 p.n.e.). Bitwa rozegrała się w Palestynie pod Rafią na południowy zachód od Gazy 22 czerwca 217 roku p.n.e. między wojskami egipskimi Ptolemeusza IV a wojskami Seleucydów pod wodzą Antiocha III, pragnącego podbić znajdujące się pod ptolemejską władzą terytoria syryjskie i fenickie.
W bitwie wzięło łącznie udział około 140 000 żołnierzy, w tym 11 000 jazdy, i 175 słoni bojowych. Armia Antiocha liczyła 65 000 ludzi, siły Ptolemeusza zaś 75 000 ludzi, z czego 20 000 rodowitych Egipcjan uzbrojonych do walki w falandze.

## Skład armii
Armia Antiocha składała się z ciężkiej piechoty – klasycznej falangi macedońskiej oraz z półciężkiej elitarnej piechoty, zwanej „Srebrne Tarcze” (argyraspides). Formacje te rekrutowane były spośród grecko-macedońskich osadników wojskowych, należy jednak wziąć pod uwagę fakt uzurpacji Achajosa w Azji Mniejszej, a co za tym idzie mniejsze możliwości rekrutacyjne syryjskiego króla. Poza tym Antioch dysponował ponad setką słoni, kawalerią, liczniejszą od Lagidy lekką piechotą, a także pod jego rozkazami służyli procarze kreteńscy, Arabowie i lekkie oddziały ze wschodnich satrapii monarchii.
Natomiast wojska Ptolemeusza składały się również z falangitów grecko-macedońskich pochodzących z osad wojskowych rozmieszczonych w Egipcie, półciężkiej piechoty złożonej z Traków i Galatów i nieco mniejszej liczby słoni (73). Istotnym novum w armii Ptolemeusza, które było jednym z czynników przesądzających o losach bitwy, było uzbrojenie rodowitych Egipcjan i Libijczyków na wzór macedoński. To posunięcie dawało Lagidzie miażdżącą przewagę w ciężkozbrojnej piechocie nad Antiochem (ok. 60 tys. ciężkich piechurów ptolemejskich wobec ok. 35 tys. seleukidzkich).

## Przebieg bitwy
Antioch, podobnie, jak Ptolemeusz, dowodził kawalerią, z tym, że król syryjski był na prawym swoim skrzydle, a król egipski dowodził swoim lewym, stali więc naprzeciw siebie. Seleukida rozpoczął bitwę szarżą swoich słoni, potężnym uderzeniem na lewą flankę wojsk egipskich, gdzie kawaleria Ptolemeusza również była osłonięta linią słoni, ale te nie wytrzymały natarcia swoich indyjskich pobratymców. W wyniku tego słonie Lagidy wpadły w popłoch wzniecając zamieszanie we własnych szeregach, doprowadzając następnie do rozsypki kawalerii, która zaczęła ustępować przed nacierającą zaraz za słoniami jazdą Antiocha, który widząc chaos w szeregach przeciwnika natychmiast ruszył, aby zadać decydujące uderzenie ze swojej prawej strony. Rozbita jazda egipska uciekając pociągnęła ze sobą Ptolemeusza, który jednak szybko wyplątał się z zamieszania i powrócił na plac boju, aby przejąć dowodzenie w centrum swych wojsk, złożone z ciężkozbrojnej piechoty – nosicieli sariss (sarissoforoi), której miał znacznie więcej od Antiocha. I właśnie atak tejże piechoty, która rozciągnięta była aż do prawego skrzydła (na skraju którego byli półciężcy piechurzy i kawaleria), doprowadził do rozbicia lewego skrzydła króla syryjskiego, który nie mając wystarczająco dużo falangitów, miał tam lekkozbrojną piechotę, która nie miała szans utrzymania pozycji wobec gwałtownego impetu natarcia ciężkich i półciężkich piechurów Ptolemeusza.
Król syryjski miał jeszcze szansę uratować sytuację w centrum i na swoim lewym skrzydle, gdyby nie zapuścił się w pogoń za uciekającymi żołnierzami egipskimi z lewego skrzydła, a zamiast tego uderzył swoją kawalerią w odsłonięty lewy bok ciężkozbrojnej piechoty Ptolemeusza. Gdy król syryjski zawrócił w końcu z pościgu, było już za późno, gdyż pozostała część jego armii była już w chaotycznym odwrocie. W ten sposób Antioch III przegrał bitwę pod Rafią, a co za tym idzie całą IV wojnę syryjską.
O przegranej syryjskiego króla zdecydowały, z jednej strony błąd Antiocha, który wdał się w pościg za nieprzyjacielskim lewym skrzydłem, przez co zaniedbał kontrolę nad pozostałą częścią armii; a z drugiej, przewaga ciężkozbrojnej piechoty Ptolemeusza, która przechyliła szalę zwycięstwa na stronę egipskiego króla.
Według historyka z Megalopolis, Polibiusza, straty Antiocha wyniosły:
- zabitych: około 10 000 piechurów, 300 jeźdźców i 5 słoni,
- wziętych do niewoli: 4000 żołnierzy.

Po stronie Ptolemeusza zginęło 1500 piechurów, 700 jeźdźców i 16 słoni.

## Następstwa bitwy
Seleukida po tej klęsce musiał oddać wszystkie zdobyte miasta i twierdze w toku IV wojny syryjskiej, z wyjątkiem Seleucji nad Orontesem, a Ptolemeusze utrzymali swoje panowanie w południowej Syrii, Fenicji i Palestynie jeszcze przez kilkanaście lat.
Przegrana pod Rafią, choć przyniosła wielkie straty królowi syryjskiemu, nie była dla niego katastrofą, jak pokazały to niebawem dalsze wydarzenia i wyprawy Antiocha. Natomiast zwycięstwo Ptolemeusza, przyniosło Lagidom, w dalszej perspektywie, liczne zaburzenia wewnętrzne w państwie z powodu uzbrojenia na wzór macedoński rodowitych Egipcjan, którzy poznali swoją wartość w boju, gdy się przekonali, że mogą pokonać wojska grecko-macedońskie.